# Apoloniusz Dydyński
Apoloniusz Dydyński herbu Gozdawa – stolnik latyczowski w latach 1758-1764, sędzia kapturowy ziemi sanockiej w 1764 roku.